# うえきの法則
『うえきの法則』（うえきのほうそく）は、福地翼による日本の漫画、およびそれを原作としたテレビアニメ。『週刊少年サンデー』（小学館）において、2001年34号から2004年46号まで連載された。略称は「うえき」。累計発行部数は500万部。連載終了後、2005年4月4日から2006年3月27日までテレビ東京系でアニメ化された（詳細は後述）。これに伴い、続編にあたるスピンオフの『うえきの法則+』が同誌に、2005年19号から2007年29号まで長期の休載期間を挟みながら連載された。
正義感の強い中学生・植木耕助が異能力を駆使して悪と戦う姿を描いたバトル漫画。
元々この作品は1話読み切りの作品として福地が小学館に持ち込んだものである。ところがその内容の面白さに担当者が「5話掲載の短期連載にしてもらいたい」と連絡し、福地が追加の原稿を書いていると再び小学館から連絡が入り、本格的な長期連載となった。
2024年、『週刊少年サンデー』65周年記念として、16年ぶりとなる読み切り『うえきの法則 エキシビション』が同誌2025年1号に掲載された。すべての戦いが終結した後を描いた内容となっている。

## あらすじ
神の座を巡り、神候補の天界人が自分の選んだ中学生に固有の特殊能力（一人につき一つ）を与え、他の神候補の選んだ中学生と戦わせる。最後に勝ち残った中学生の担当神候補は神に、中学生は「自分の好きな才能を何でも手に入れられる『空白の才』（くうはくのざい）」を手に入れることが出来る。
そんなバトルが開催された中、神候補の一人・コバセン（小林先生）は人間界に正義がないことに絶望していたが、ある時植木耕助の行動に正義を垣間見て、その正義が本物かどうか確かめる為、植木に詳しい情報を一切与えぬまま能力を与える。結果、植木の正義を認めたコバセンは植木にバトルに参加することを勧める。

## 登場人物
ここでは主要な登場人物だけ紹介する。
植木耕助（うえき こうすけ）
声 - 朴璐美
本作の主人公。火野国中学校一年生。13歳。（掌で覆えるだけの大きさの）ゴミを木に変える能力を持つ。並々ならぬ正義感を持ち、コバセンを慕っている。女の子に非常にモテる。担当神候補はコバセン→淀川（通称:よっちゃん）。
森 あい（もり あい）
声 - 川上とも子
火野国中学校一年生。13歳。元々はうえきのクラスメイトで能力者ではなかったが、物語中盤犬丸によって（ブリっ子ポーズをした）相手をメガネ好きに変える能力を与えられる。ツッコミ担当。担当神候補はコバセン。
佐野 清一郎（さの せいいちろう）
声 - 保志総一朗
稲穂中学校三年生。15歳。（呼吸を止めている間）手ぬぐいを鉄に変える能力を持つ。植木が最初に出合った能力者。実質的な植木チームのナンバー2で植木の相棒的存在。温泉を掘るという夢を持っている。担当神候補は犬丸。
鈴子・ジェラード（りんこ ジェラード）
声 - 能登麻美子
中学三年生。15歳。（一度、触れたことのある）ビーズを爆弾に変える能力を持つ。無類の動物好き。担当神候補はミケ。
宗屋 ヒデヨシ（そうや ヒデヨシ）
声 - 山口勝平
中学一年生。13歳。（手足の指を曲げている数だけの）声を似顔絵に変える能力を持つ。人を騙すのが得意。担当神候補はネロ→ザック。
コバセン / 小林先生（こばやしせんせい）
声 - 森功至
火野国中学校の教師だが実は神候補。32歳。植木を助けて地獄に落ちる。植木の担当だったが森の神候補になる。
ワンコ / 犬丸（いぬまる）
声 - 石田彰
佐野の担当神候補。コバセンの後輩。28歳。佐野や植木を助けて地獄に落ちる。
ロベルト・ハイドン
声 - 斎賀みつき
中学二年生。14歳。理想を現実に変える能力を持ち、最強の能力者と謳われる。父親兼担当神候補はマーガレット。
神様（かみさま）
声 - 小杉十郎太
天界の神。豪快で女好きの55歳。歴代の神の中で最も知略家にして一番のお調子者と言われる。

## 用語
神候補（かみこうほ）
神様の勧誘により募集された100人の天界人。選考・審査などは神様の気まぐれで行われる。選ばれた者たちは能力者バトルに関わる特定のルールが課され、これらに違反した者は地獄行きとなる。ただし、地獄に行った天界人でも神候補の権限は与えられる。これは、神候補の地獄行きにより人手不足となるルールミスに気付いた神が後から追加した。
- 神候補は、一人につき一つの能力を与えることが出来る。明神太郎いわく、1人の能力者に2人の神候補が力を与えることは最上級のルール違反（下記も参照）にあたり、逆に1人の神候補が2人以上に能力を与えることも同様の違反に値する。
- ルールその50・神候補はいかなる場合でも能力者の手助けを禁ずる。
- 神候補に限り、天界人による人間界への滞在期間の制限が適用されない。
- 能力や神器で他人の財産を壊してはならない。
- 神候補が能力の進化系であるレベル2の存在を教えてはならない（下記も参照）。

能力（ちから）
神候補100人の内誰かによって選ばれた中学生だけがもらえる天界力。
もらえる能力は必ず"何かを別の何かに変える能力"になる。
神候補が与えたい中学生に手のひらを向ければ、自由に能力を渡すことが出来る（1人の神候補が2人以上に能力を与えた場合、ルール違反となり自動的に地獄に落ちる）。
3次選考等の例外を除き能力者との戦いで気絶すると能力は失われてしまう。
また能力者以外の人間を能力で傷つけた場合一撃につき1つ才がなくなる。
限定条件（げんていじょうけん）
能力を使う為に満たさなくてはならない条件で、その条件は能力によって様々。
条件の厳しさは能力の強さに比例し、特に精神操作系（=洗脳系）の能力は自分や相手の強さに関係なしに気絶させることが出来るため特に限定条件が厳しい。
才（ざい）
人が持つ才能のようなもの。単位は「○件」か「○個」で表記される。"才"を持っているとその分野のことが得意になる。逆に持っている"才"を失うとその反動でその分野のことが極端に苦手になる。例えば「走りの才」を持っていると速く走ることができ、それを失うと一気に足が遅くなる。しかし"才"はあくまで才能でしかない為、"才"が無くても努力次第である程度はどうにかなるらしい。よっちゃん（淀川）の言うところ、能力者の平均的な持ち才の数は、約160件。
バトルでは能力者を倒すことで"才"が1つ手に入り、能力者以外を能力を使って傷つけるたびに"才"を人数、または回数分失う。持っている"才"が全て無くなった人物は消滅してしまう。
バトルの鍵となっているため、この「才」のルールに限り、神様でさえも改変することが出来ない。物語の展開上、作品の中盤以降はこの設定に関する描写はほとんど無くなったが、バトルの最後の最後で重要な役割を果たすことになる。
空白の才（くうはくのざい）
書き込むことでどんな"才"でも手に入れることが出来る木札。このバトルに優勝した能力者（=優勝チームで能力を1番成長させた者）が手に入れることが出来る。
神器（じんぎ）
天界人の持つ武器。詳細は神器の項目を参照。
新天界人（ネオ）
植木やロベルトのように神候補から能力を与えられた天界人。能力を与えられた天界人の神器は能力と一体化し、総じて通常の神器よりも巨大なものとなる（例として、植木の神器は「ゴミを木に変える能力」と一体化した「木の神器」となる）。ただし、能力を付加しない通常の神器は逆に使えなくなるとされるが、アニメ版の植木VSアノンの百鬼夜行対決では、植木のレベル2能力を帯びた攻撃を防ぐべく、アノンはロベルトの理想的能力を付加しない通常の神器を使うことで相殺させた。アノン曰く、この場合は神器の威力はかなり落ちるらしい。
レベル2
能力がレベルアップすることで、さらに特殊な超能力が付与された状態、またはその超能力のこと。能力をレベル2にするには「レベル1の天界力を完全に使いこなす」その上で「強くなりたいと心の底から願う」という条件を満たす必要がある。ロベルト曰く、神候補がこのことを能力者に教えるのは禁止されているらしい。新天界人は通常の能力と神器の二つの異なる天界力を持っているため、両方の天界力をコントロールしなければならず、ロベルトのような天才を除き、通常の方法でレベル2になるのは非常に難しい。作中でレベル2となった新天界人はロベルトと植木の2名だけ。
とめるくん
神様もしくは神様からの使いが使えるアイテム。天界力（神器や能力）の使用を禁止する機能と神様のホログラムを流す機能がある。
はかるくん
とめるくんと同様に神様が使えるアイテム。能力がどれだけ成長したか測ることが出来る。

## 神器
神器（じんぎ）とは、天界人の持つ武器。天界人の強さのレベルである"星"を上げることによって使うことが出来るようになり、全部で10種類ある。"星"を上げるには最低5年の修行が必要（ただし天界獣の覚醒臓器を使えば、短期間で"星"を上げることが可能）。普通の天界人は同時に複数の神器を出すことは出来ない（七ツ星神器除く）。それぞれの神器には、修得するための"鍵"が存在する。
新天界人の神器は能力と一体化しており、総じて普通より巨大で、独自の柄を持つ。また、植木の物は、その中でもさらに大きく、普段は地面に木の根で固定されている（そのため空中ではバランスが悪いが、天界力を使うことで安定化が可能）。機能自体は共通だが、使う天界人によって形状や色などデザインに違いがある。
使用には「天界力」が必要であり、短期間にあまり発動を重ねると長期間使えなくなってしまうことが続編「うえきの法則+」で明かされた。
一ツ星神器 鉄（くろがね）
巨大な弾丸を発射する大砲の神器。普通は、大砲を腕に直接装備して放つ。植木の場合、木を媒介にしているので木の弾丸を撃つ。
ロベルトの場合、能力によって「絶対命中」や「絶対粉砕」、「連射可能」な鉄となる。
防御用を除けば最弱の神器であるが、その利便性からかストーリー終盤でも頻繁に使用された。
修得の鍵は「自覚」だが、作中では形式的に「自分は天界人だ」と発言するだけで修得できたため、本来の意味での自覚とはやや異なる。
自分が天界人だという自覚があれば良いため、天界人なら誰でも使えるらしい。
- 修得の鍵 - 自覚

二ツ星神器 威風堂堂（フード）
地面から出た巨大な腕が防御する盾の神器。植木の場合、腕の部分が木でできている。神器はぶつかり合うと高いレベルの側が勝るため、「鉄」以外の神器で攻撃されると壊れてしまう。しかし、神様VSマーガレットの戦いでは、神様の八ツ星の波花をマーガレットが威風堂堂で損傷なく防いだような描写がある。
- 修得の鍵 - 忍耐

三ツ星神器 快刀乱麻（ランマ）
大きな刀の神器。最初に発動した際は地面を割って出ていた。その切れ味は、人間の身体を切断することができるくらいに鋭い。通常の天界人の場合は自身の手にくっ付いた刃物を出現させるが、植木の場合は地面に生えた木と一体化した状態で現れる。
- 修得の鍵 - 不惑

四ツ星神器 唯我独尊（マッシュ）
顔のついた立方体が地面から出現し、敵を潰すように噛み砕く神器。ロベルトの場合は平面の顔のみを地面に出現させ、相手を追跡し地面に飲み込む使い方も可能。空中でも繰り出すことは可能で、作中では植木が明神に対して垂直に落下させながら噛みつかせた。神様はマーガレットの唯我独尊を、内部から一ツ星の鉄で破壊している。
- 修得の鍵 - 渾身

五ツ星神器 百鬼夜行（ピック）
突きの神器。植木の場合、連結した黄色と黒のブロックが突撃するタイプ、ロベルトの場合はドリル状、バロウの場合は先端に八角錐が付いた八角柱が突撃する型など、使用者によって形状が大きく異なる。一点への攻撃力なら唯我独尊より上。突き以外にも、橋にするなどの用途がある。
- 修得の鍵 - 集中

六ツ星神器 電光石火（ライカ）
高速移動のできるローラーブレードのような神器。一人で使用した場合、人が走った時の10倍程度の速度で移動可能。ただし使用中はジャンプ出来ない上に、コントロールが不十分な天界力でパワーアップすると暴走してしまう。
- 修得の鍵 - 先読み

七ツ星神器 旅人（ガリバー）
捕縛の神器。地面に碁盤状の光のマスを出現させ、その枠から0.5秒で相手を箱の中に閉じ込める。この神器に限り、捕縛中に別の神器を出すことが可能。箱は内側からは壊せないが外側からは簡単に壊せる。作中で回避できたのはアノンを除けば李崩とマリリンとバロンの3人で、運動能力がかなり優れていないと逃げられない。また、神様の旅人に捕縛されたマーガレットは、内部から一ツ星の鉄で破壊、脱出している。
- 修得の鍵 - 持続

八ツ星神器 波花（なみはな）
自在に曲がる鞭の神器。軌道が読みづらい為、攪乱などにも使える。また、障害物に当てた場合、当てた部分を支点に方向転換させることが可能。マーガレットのものは青と赤の鞭が1本ずつ独立し、2本であるかのようなデザインとなっている。
- 修得の鍵 - 把握

九ツ星神器 花鳥風月（セイクー）
飛行する翼の神器。電光石火よりもコントロールが簡単であり、植木が天界力を神器にこめた際、電光石火ではローラーの回転速度のみが速くなるので制御不能だったのに対し、花鳥風月は植木の意思で自在に動くので神器の能力を上げても制御可能だった。翼は2枚だが、1枚のみでも飛行は可能。
- 修得の鍵 - バランス

十ツ星神器 魔王（まおう）
想いを力に変える生物神器。想いの強さで神器の強さが決まり、また想いの種類によって一人一人形が違い、その姿は自分の強さの象徴になる（植木の場合はコバセン。姿だけでなく人格もコバセンそのものである）。弾数に制限があり、6発しか使うことができない（補充されるのか、補充されるとしたらどの程度の時間が必要なのかは謎）。また、全神器の中で唯一習得の鍵が明かされていない神器でもある。
※十ツ星は“とおつぼし”と読む。普通の日本語では“とお”の後に“つ”は付かないが、本作品独自の「天界人の星の数え方」とされている。また、星を一つも持たない状態を“零ツ星＝ぜろつぼし”と呼ぶが、これについても同様。
亜神器 天地創造（テンソウ）
神様しか使えない、地形を作り変える神器。神様を取り込んだアノンは、この神器で「道」という建造物を作った。

## テレビアニメ
2005年4月4日から2006年3月27日まで、テレビ東京系列にて月曜18時30分 - 19時00分に放送された。それまでこの枠はNASのセールス枠だったが、本作は電通に変更された。これ以降テレビ東京系列月曜18時30分から19時00分のテレビアニメ枠は、2014年4月開始の『ヒーローバンク』まで一時中断する。
すでに原作が完結していたため、作品の無理な引き延ばしがない。また、大幅な作画の修正が行われ、シーン、セリフなどの変更、削除、追加などがかなり多い。全51話。
福原香織の声優デビュー作でもある
。

### スタッフ
- 原作 - 福地翼（小学館刊「週刊少年サンデー」連載）
- 監督 - わたなべひろし
- シリーズ構成 - 川瀬敏文
- キャラクターデザイン - 田頭しのぶ
- 総作画監督 - 堀越久美子
- プロップデザイン - 小坂知
- 美術監督 - 岩瀬栄司
- 色彩設計 - 松本真司
- 撮影監督 - 森下成一、阿倍照男
- 編集 - 松村正宏
- アフレコ監督 - 井上和彦
- 録音監督 - はたしょうじ
- 音楽監督 - 原田扶美子
- 音楽 - 多田彰文
- プロデューサー - 笹村武史→松山進、坂田雄馬、高畑裕一郎→高橋なな美
- アニメーションプロデューサー　- 浦崎宣光
- 製作 - テレビ東京、電通、スタジオディーン

### 主題歌
オープニングテーマ
「Falco-ファルコ-」（1 - 32話）
作詞 - BOUNCEBACK / 作曲 - 渡辺和紀 / 編曲 - 前嶋康明 / 歌 - 島谷ひとみ
「No Regret」（33 - 51話）
作詞 - Tohru Watanabe / 作曲・編曲 - h-wonder / 歌 - 倖田來未
エンディングテーマ
「こころの惑星 〜Little planets〜」（1 - 15話）
作詞 - Kenn Kato / 作曲 - 鈴木啓 / 編曲 - 野村慶一郎、鈴木啓 / 歌 - 嘉陽愛子
「Earthship 〜宇宙船地球号〜」（16 - 32話）
作詞 - rom△ntic high（Kenn Katoの別名義） / 作曲・編曲 - Greenwich Fields / 歌 - SweetS
「この街では誰もがみな自分以外の何かになりたがる」（33 - 42話）
作詞 - 立田野純 / 作曲 - The Ivory Brothers / 編曲 - 田中直 / 歌 - アイボリーブラザーズ
「ボクたちにあるもの」（43 - 50話）
作詞 - 松井五郎 / 作曲 - 三留一純 / 編曲 - 梅堀淳 / 歌 - 朴璐美
「True Blue」（51話）
作詞 - 鈴木美穂 / 作曲・編曲 - 柳沢英樹 / 歌 - 島谷ひとみ

### 各話リスト
| 話数       | サブタイトル                       | 脚本       | 絵コンテ   | 演出           | 作画監督                           | 放送日        |
| ---------- | ---------------------------------- | ---------- | ---------- | -------------- | ---------------------------------- | ------------- |
| 第一話     | 植木耕助・正義の法則               | 川瀬敏文   | 大上相馬   | 今千秋         | 友岡新平                           | 2005年 4月4日 |
| 第二話     | バトル開始!! の法則                | 川瀬敏文   | 葛谷直行   | 秦義人         | 小松信 原田峰文                    | 4月11日       |
| 第三話     | 才の法則                           | 西園悟     | 香月邦夫   | 上田繁         | 辻美也子                           | 4月18日       |
| 第四話     | 体術の男! 李崩の法則               | 荒木憲一   | 開祐二     | 開祐二         | 宗崎暢芳                           | 4月25日       |
| 第五話     | 最強能力者ロベルト・ハイドンの法則 | 久保田雅史 | 今千秋     | 今千秋         | 南伸一郎                           | 5月2日        |
| 第六話     | さらばの法則                       | 鈴木雅詞   | 葛谷直行   | 三井所豪       | 小松信                             | 5月9日        |
| 第七話     | コバセンの法則                     | 川瀬敏文   | 中山ひばり | 藤原良二       | 牛来隆行                           | 5月16日       |
| 第八話     | 正々堂々! 鬼紋の法則               | 川瀬敏文   | 湖山禎崇   | 木宮茂         | 原田峰文                           | 5月23日       |
| 第九話     | 鬼紋の特訓の法則                   | 紅優       | 大上相馬   | 吉田俊司       | 辻美也子                           | 5月30日       |
| 第十話     | むくわれぬ正義の法則               | 荒木憲一   | 福富博     | 開祐二         | 宗崎暢芳                           | 6月6日        |
| 第十一話   | ロベルト十団の法則                 | 西園悟     | 今千秋     | 今千秋         | 飯飼一幸                           | 6月13日       |
| 第十二話   | 天界人の法則                       | 久保田雅史 | 開祐二     | 三井所豪       | 小松信                             | 6月20日       |
| 第十三話   | 天界獣の法則                       | 鈴木雅詞   | 香月邦夫   | 藤原良二       | 牛来隆行                           | 6月27日       |
| 第十四話   | 覚醒臓器の法則                     | 紅優       | 葛谷直行   | 麦野アイス     | 原田峰文                           | 7月4日        |
| 第十五話   | 鈴子の法則                         | 西園悟     | 中山ひばり | 上田繁         | 高乗陽子                           | 7月11日       |
| 第十六話   | 新天界人（ネオ）の法則             | 荒木憲一   | 福富博     | 開祐二         | 宗崎暢芳                           | 7月18日       |
| 第十七話   | 二つの能力（ちから）の法則         | 久保田雅史 | 山本恵     | 雄谷将仁       | 辻美也子                           | 7月25日       |
| 第十八話   | 戦慄! ドグラマンションの法則       | 川瀬敏文   | 葛谷直行   | 橋本敏一       | 小松信                             | 8月1日        |
| 第十九話   | コサックダンスの法則               | 鈴木雅詞   | 新留俊哉   | 高山功         | 飯飼一幸                           | 8月8日        |
| 第二十話   | ネコとねずみの法則                 | 紅優       | 福富博     | 新田義方       | 原田峰文                           | 8月15日       |
| 第二十一話 | 佐野清一郎の法則                   | 西園悟     | 大上相馬   | 広嶋秀樹       | 牛来隆行                           | 8月22日       |
| 第二十二話 | 犬丸の法則                         | 荒木憲一   | 開祐二     | 開祐二         | 宗崎暢芳                           | 8月29日       |
| 第二十三話 | 植木VS十団の法則                   | 久保田雅史 | 名村英敏   | 名村英敏       | 辻美也子                           | 9月5日        |
| 第二十四話 | 少年ロベルトの法則                 | 鈴木雅詞   | 湖山禎崇   | 麦野アイス     | 小松信                             | 9月12日       |
| 第二十五話 | 復活! コバセンの法則               | 川瀬敏文   | 中山ひばり | 上田繁         | 飯飼一幸                           | 9月19日       |
| 第二十六話 | 恐怖! アノンの法則                 | 川瀬敏文   | 葛谷直行   | 浅見松雄       | 原田峰文                           | 9月26日       |
| 第二十七話 | ヒデヨシの法則                     | 紅優       | 本多康之   | 高山功         | 牛来隆行                           | 10月3日       |
| 第二十八話 | たいようの家の法則                 | 西園悟     | 福富博     | 開祐二         | 宗崎暢芳                           | 10月10日      |
| 第二十九話 | 死なないでテンコの法則             | 久保田雅史 | 香月邦夫   | 松本剛         | 青木真理子                         | 10月17日      |
| 第三十話   | 三次選考の法則                     | 鈴木雅詞   | 葛谷直行   | 麦野アイス     | 小松信                             | 10月24日      |
| 第三十一話 | 最強タッグの法則                   | 荒木憲一   | 新留俊哉   | 孫承希         | 辻美也子                           | 10月31日      |
| 第三十二話 | 本当の強さ! の法則                 | 川瀬敏文   | 飯島正勝   | 浅見松雄       | 原田峰文                           | 11月7日       |
| 第三十三話 | 激突! 植木VS李崩の法則             | 紅優       | 今千秋     | 今千秋         | 飯飼一幸                           | 11月14日      |
| 第三十四話 | マリリンチームの法則               | 西園悟     | 開祐二     | 開祐二         | 宗崎暢芳                           | 11月21日      |
| 第三十五話 | はかったなあぁぁああ! の法則       | 久保田雅史 | 大上相馬   | 高山功         | 牛来隆行                           | 11月28日      |
| 第三十六話 | 仲間の証明の法則                   | 鈴木雅詞   | 湖山禎崇   | 神原俊昭       | 小松信                             | 12月5日       |
| 第三十七話 | 神器の弱点の法則                   | 荒木憲一   | 西森章     | 飯村正之       | 本橋秀之 古田誠                    | 12月12日      |
| 第三十八話 | 佐野・覚醒!! の法則                | 川瀬敏文   | 葛谷直行   | 関田修         | 原田峰文                           | 12月19日      |
| 第三十九話 | 閉ざされた心の法則                 | 紅優       | 田頭しのぶ | わたなべひろし | 辻美也子                           | 12月26日      |
| 第四十話   | 素晴らしい『あい』の法則           | 西園悟     | 飯島正勝   | 開祐二         | 宗崎暢芳                           | 2006年 1月2日 |
| 第四十一話 | 本物と偽物の法則                   | 久保田雅史 | 新留俊哉   | 孫承希         | 飯飼一幸                           | 1月9日        |
| 第四十二話 | バロウチームの法則                 | 鈴木雅嗣   | 松本佳久   | 関田修         | 新井淳                             | 1月16日       |
| 第四十三話 | ぶりっ娘ポーズの法則               | 荒木憲一   | 高山功     | 高山功         | なかじまちゅうじ                   | 1月23日       |
| 第四十四話 | 植木・レベル2! の法則              | 川瀬敏文   | 葛谷直行   | 石川久一       | 原田峰文                           | 1月30日       |
| 第四十五話 | 過去からの攻撃の法則               | 西園悟     | 名村英敏   | 名村英敏       | 辻美也子                           | 2月6日        |
| 第四十六話 | 神と少女と未来の法則               | 久保田雅史 | 開祐二     | 開祐二         | 宗崎暢芳                           | 2月20日       |
| 第四十七話 | 神になったアノンの法則             | 紅優       | 中山ひばり | 松本剛         | 飯飼一幸 なかじまちゅうじ 辻美也子 | 2月27日       |
| 第四十八話 | 第四次選考の法則                   | 鈴木雅詞   | 飯島正勝   | 関田修         | 新井淳                             | 3月6日        |
| 第四十九話 | 十ツ星の法則                       | 荒木憲一   | 中山ひばり | 孫承希         | 堀越久美子                         | 3月13日       |
| 第五十話   | 植木VSアノンの法則                 | 川瀬敏文   | 松本佳久   | わたなべひろし | 原田峰文                           | 3月20日       |
| 第五十一話 | 空白の才の法則                     | 川瀬敏文   | 田頭しのぶ | 高山功         | 田頭しのぶ                         | 3月27日       |

### 放送局
| 放送期間（または、放送体制）  | 放送時間           | 放送局                                                 | 対象地域 | 備考           |
| ----------------------------- | ------------------ | ------------------------------------------------------ | -------- | -------------- |
| 2005年4月4日 - 2006年3月27日  | 月曜 18:30 - 19:00 | テレビ東京（製作局）を含めた テレビ東京系列地上波全6局 | 日本国内 |                |
| 2005年4月12日 - 2006年3月28日 | 火曜 18:25 - 18:55 | BSジャパン                                             | 日本全域 | BSデジタル放送 |

## サンデーCM劇場
- アニメ化よりも前に放映されている。制作はサンライズ[8] [注 3]、キャストは以下の通り。
  - 植木耕助 - 野沢雅子
  - 森あい - 氷上恭子
  - 鈴子・ジェラード - 松井菜桜子
  - マルコ・マルディーニ - 飛田展男
  - 鬼 - 松本保典